# 당신 얼굴 앞에서
"당신 얼굴 앞에서"(영어: In Front of Your Face)는 2021년에 개봉한 대한민국의 드라마 영화로, 홍상수가 감독을 맡았다. 2021 칸 영화제에서 전 세계 최초로 공개되었다.

## 캐스팅
- 이혜영 : 상옥 역
- 조윤희 : 정옥 역
- 권해효 : 재원 역
- 김새벽 : 옛집 주인 역
- 신석호 : 승원 역
- 하성국 : 조감독 역
- 서영화 : 행인 역
- 이은미 : 행인 역
- 강이서 : 승원 여자친구 역
- 김시하 : 아이 역 (목소리)
- 최재현 : 아이 역 (목소리)

## 수상 목록
- 2022년 제58회 백상예술대상 여자 최우수연기상 (이혜영)

## 기타
- 밤의 해변에서 혼자 이후로 일곱 작품만에 배우 김민희가 출연하지 않는다. 이번 작품에선 제작실장으로 작품에 참여했다.